# Paramelomys lorentzii
Paramelomys lorentzii — вид гризунів родини мишевих (Muridae). Зустрічається в Західному Папуа, Індонезії та Папуа-Новій Гвінеї. Пацюка назвали на честь Хендрікуса Альбертуса Лоренца, голландського дослідника, який проходив через національний парк Лоренца під час своєї експедиції 1909–1910 років. Вид було зафіксовано від рівня моря до 1500 метрів над рівнем моря. Цей вид зустрічається в низинних і галерейних лісах (це залишки лісу в савані). Невідомо, чи чутливий цей вид до порушення середовища проживання чи ні.